# Schwabinger 7

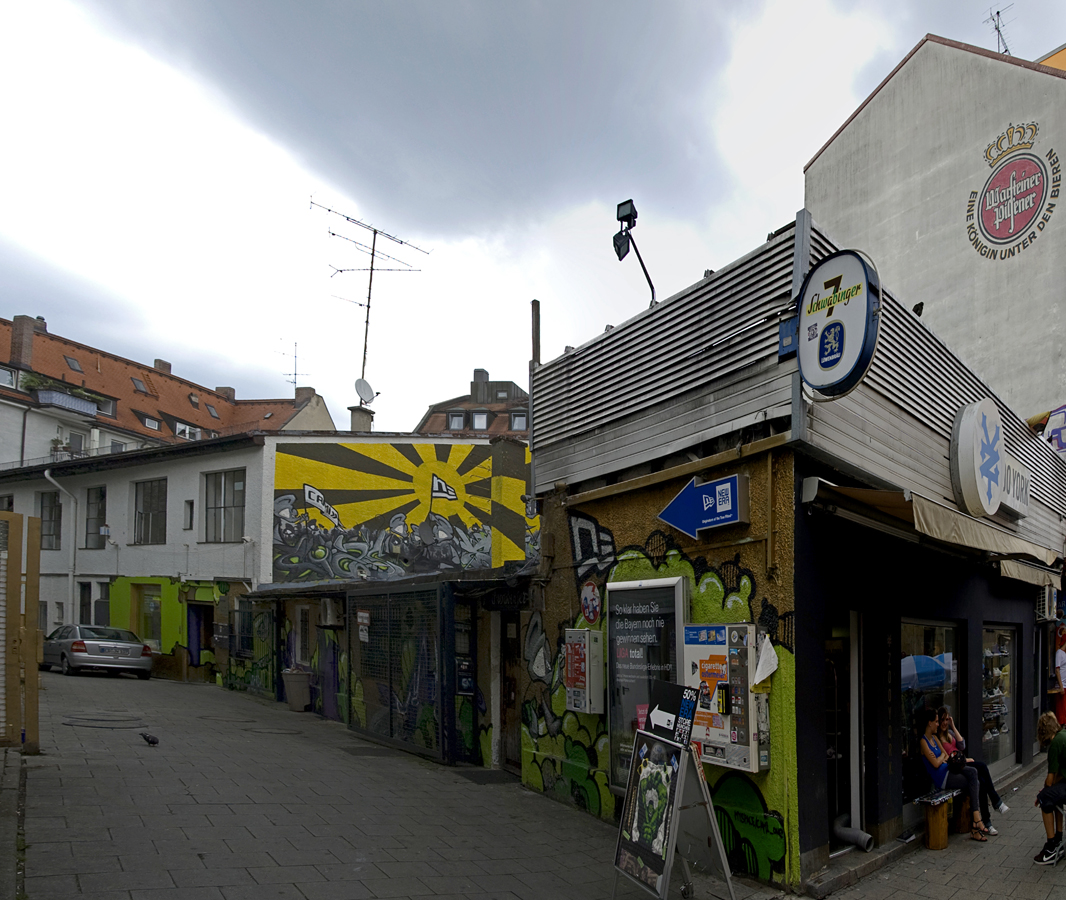
Die originale Schwabinger 7 (2009)

Die Schwabinger 7 oder Schwabinger Sieben ist eine Kneipe in der Feilitzschstraße im Umfeld der Münchner Freiheit. Der Name bezieht sich auf den Stadtteil Schwabing, die 7 auf die Hausnummer der ersten Örtlichkeit der Kneipe. Die Planung und die Durchführung des Abrisses im Rahmen eines Neubauprojektes führte 2011 zu überregional beachteten Protesten, das Lokal wurde unter gleichem Namen in der Feilitzschstraße 15 wieder eingerichtet.

## Einrichtung und Ruf
Das Lokal wurde in der Nachkriegszeit der 1950er Jahre in einem Hinterhofsbehelfsbau in einer von der Bombardierung Münchens geschlagenen Brache eingerichtet. 1969 übernahm Gerd „Manila“ Waldhauser die Schwabinger 7.
Die in dunklem Vollholzinterieur möblierte Kneipe war über Jahrzehnte weitgehend unverändert und galt als klassische Lokation des ranzigen, noch nicht völlig durchgestylten und gentrifizierten München. 
Der Münchner Oberbürgermeister Christian Ude bezeichnete sie als „Saufkneipe in einer ehemaligen Baubaracke“, der Spiegel schrieb von einem „finstere[n] Kneipenloch“. Von Anhängern wurde sie „Schwasi“ genannt. Immerhin berichtet der Autor Kuno Raeber, dass sich die damals schon renommierte Schriftstellerin Ingeborg Bachmann mit ihm 1958 in der Schwabinger 7 getroffen habe.

## Proteste in Zusammenhang mit dem Abriss 2011

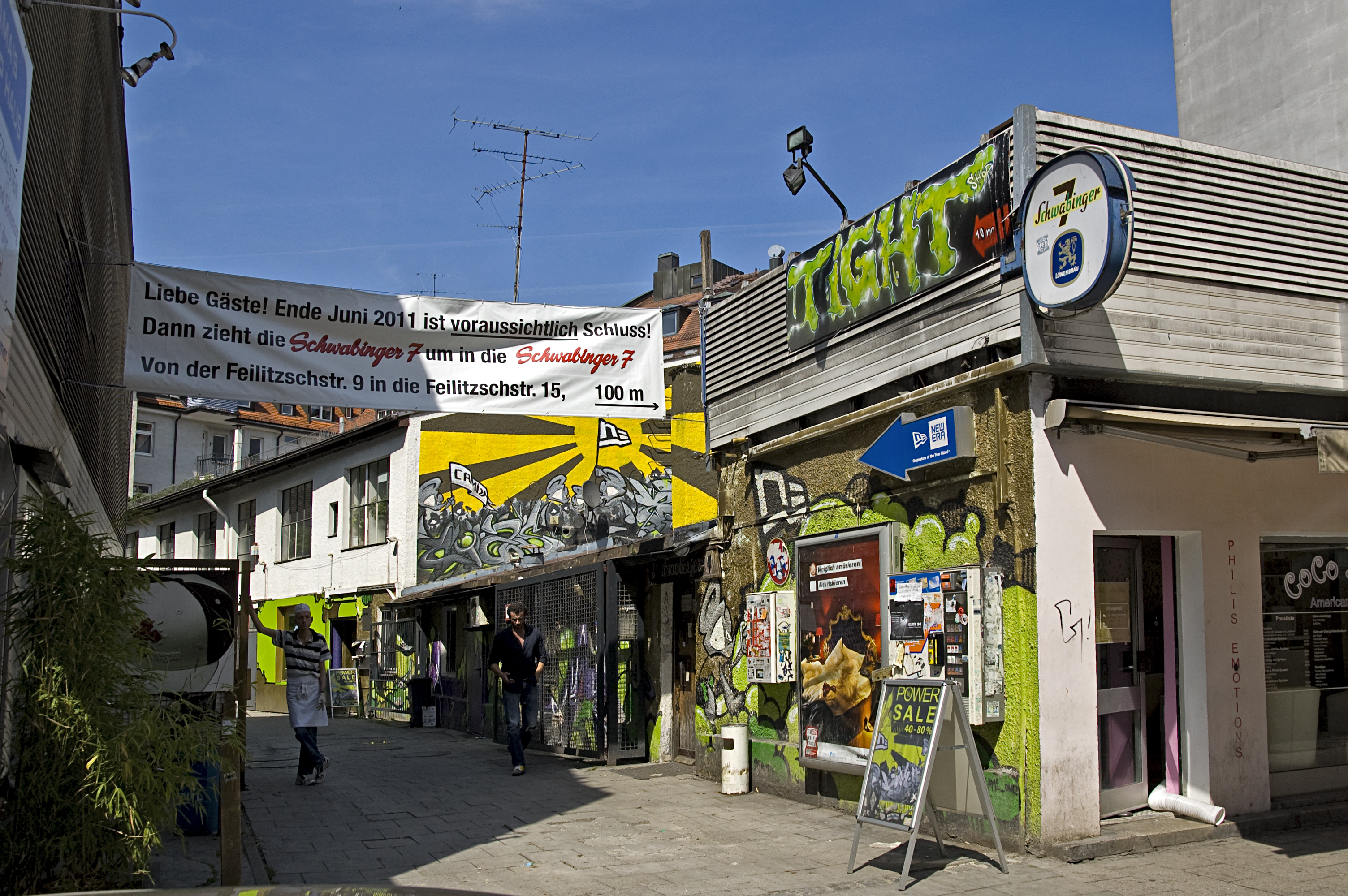
Die Schwabinger 7 vor dem Umzug (2011)

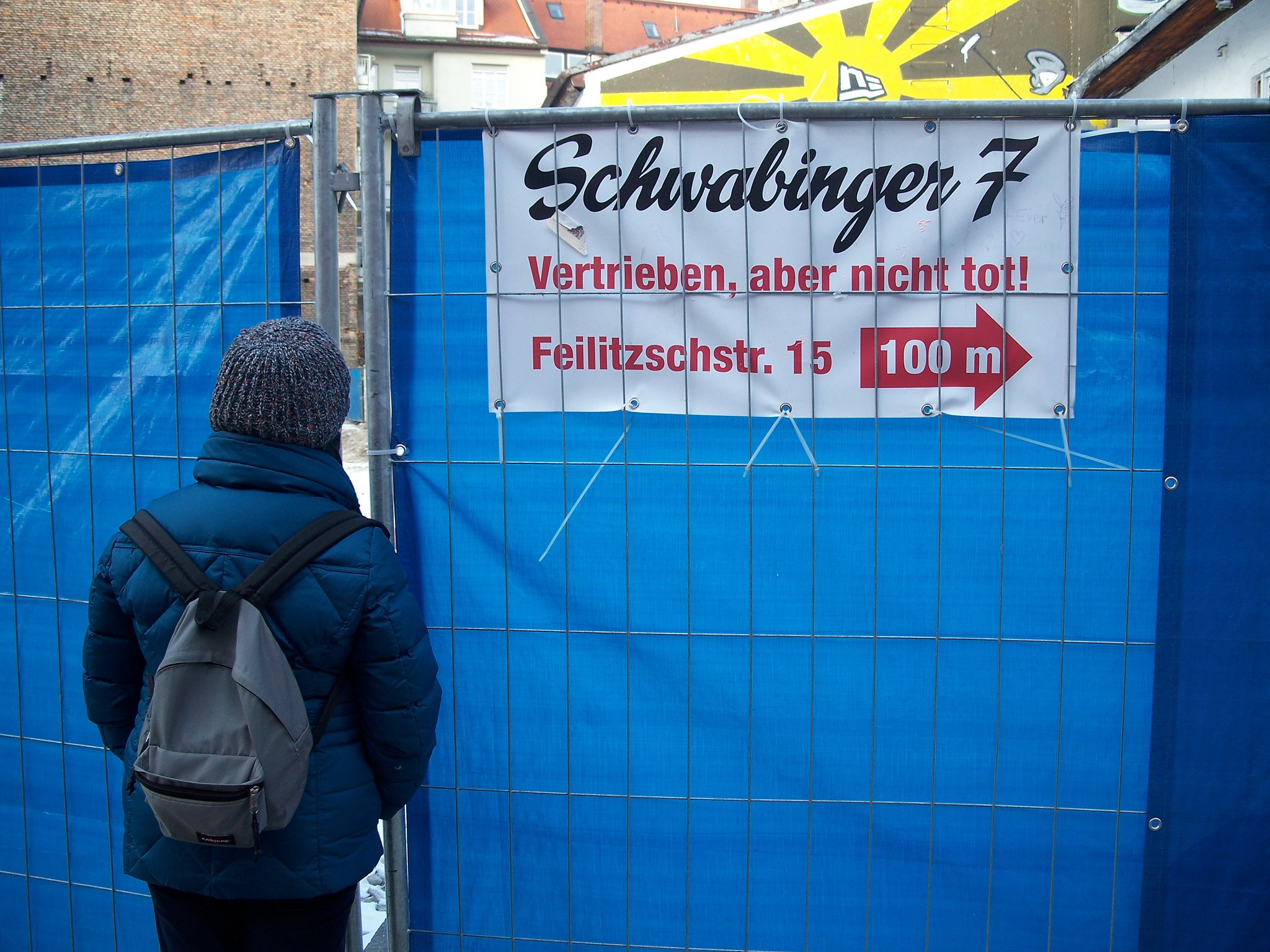
Bauzaunschild nach dem Abriss 2012

Der 2011 bevorstehende Abriss des Ensembles in der Feilitzschstraße wurde im Rahmen verschiedener Protestveranstaltungen thematisiert. Einige Studenten organisierten eine Bürgerinitiative über soziale Netzwerke, deren erste Pressekonferenz in der Schwabinger 7 von knapp 20 Journalisten und einer größeren Anzahl Polizisten besucht wurde, weil eine illegale Versammlung vermutet worden war.
Eine weitere Initiative kam vom Kleinkunstveranstalter Till Hofmann, der unter anderem die Münchner Lach- und Schießgesellschaft und das Münchner Lustspielhaus betreibt. Unter dem Motto „Rettet die Münchner Freiheit - für ein kulturelles Schwabing“ traten zahlreiche Künstler auf, unter ihnen Hannes Ringlstetter, Georg Eggers, Willy Michl, Michael Sailer, Moses Wolff, Sven Kemmler, Frank-Markus Barwasser alias Erwin Pelzig, Andreas Rebers sowie Konstantin Wecker. Ein von Ludwig Spaenle in seiner Eigenschaft als Mitglied des zuständigen Bezirksausschusses gestellter Antrag auf Eintragung in die Denkmalliste wurde vom bayerischen Landesamt für Denkmalpflege abgelehnt.
Bekannt wurde auch eine Aktion der Bayernultras Schickeria, die bei einem Bundesliga-Spiel in der Allianz Arena gegen den VfB Stuttgart die Erhaltung der Schwabinger 7 mit Transparenten forderte.
Der Komiker Michael Mittermeier verwies im Spiegel auf frühere Prominenz, Prügeleien und die Rolle im Umfeld der 1962er Schwabinger Krawalle. „Unsere Kinder werden dort, wo heute noch Kneipen herumstehen, nur noch Nagelstudios finden.“
Während der Oberbürgermeister Münchens, Christian Ude, sich gegen die Erhaltung des Lokals aussprach, setzten sich die SPD-Landtagsabgeordneten Hans-Ulrich Pfaffmann und Franz Maget sowie die Münchner CSU dafür ein. Das ehemals in der Feilitzschstraße 7 befindliche Lokal wurde nach dem Abbruch mit Spolien von originalem Mobiliar und Einrichtung in der Feilitzschstraße 15 neu eröffnet.

## Nach dem Abriss

### Juristisches Nachspiel
Ein Neubauprojekt auf dem ehemaligen Standort wurde 2012 nach Klagen von Wohnungseigentümern aus der Marktstraße, einschließlich der Frau von Schwasibetreiber Waldhauser, für einen kurzen Zeitraum verzögert. Die Klagen richteten sich gegen einen fünfstöckigen Neubau. Allerdings war an der Brandmauer zu erkennen, dass hier bis zur Zerstörung im Krieg ein ebenso hohes Haus gestanden hatte.

### Bombenfund
Am 27. August 2012 wurde etwa einen Meter unter der Oberfläche, auf der sich die Schwabinger 7 befunden hatte, eine 250-Kilo-Fliegerbombe aus dem Zweiten Weltkrieg gefunden. Sie war mit einem chemisch-mechanischen Langzeitzünder ausgestattet, der noch funktionsfähig war und sie jederzeit zur Explosion hätte bringen können. Von der Süddeutschen Zeitung auf diese Tatsache angesprochen, antwortete Waldhauser: „Offenbar haben wir nicht wild genug gefeiert, sonst wäre sie ja hochgegangen. Das wirft ja fast ein schlechtes Licht auf die 7!“
Die Bombe konnte nicht entschärft oder entfernt werden und wurde am 28. August kontrolliert gesprengt. Durch die folgende Detonation landete brennendes Stroh auf den Dächern mehrerer Häuser. Die Münchner Feuerwehr war im Einsatz und löschte die Brände, bevor sie weiter um sich greifen konnten. Trotzdem entstand bei der Explosion Sachschaden in Millionenhöhe.

### Nach 2012
Von 2013 bis 2024 verpachtete Waldhauser seine Kneipe in der Feilitzschstraße 15 an Gerry Iannascoli unter. Nach einem Umbau feierte er die Wiedereröffnung im Juni 2025.

## Weblinks

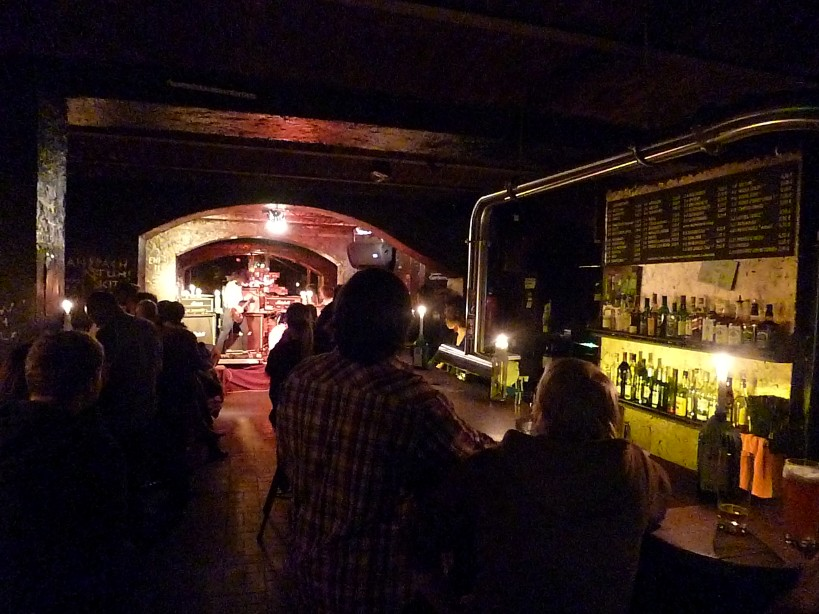
Die neue Schwabinger 7 (2013)